# رواسب سطحية
تشير الرواسب السطحية إلى الرواسب الجيولوجية التي تكونت بصورة نموذجية في العصر الرباعي. فقد تشتمل تلك الرواسب الحديثة غير المتداخلة على قناة جدول مائي ورواسب سهل فيضي ورمال الشاطئ وحصى الهشيم الصخري والانجرافات الجليدية والركام الجليدي. ويشار إلى جميع الرواسب من فترة ما قبل العصر الرباعي بمسمى صخر القاعدة.

## الأنواع ومعلومات تاريخية
هناك أنواع متعددة من الرواسب السطحية من بينها الشواطئ العالية والطوب الرسوبي. فلقد تكونت تلك الرواسب في فترات تغير المناخ أثناء العصر الجليدي. ولقد تكونت الشواطئ العالية عمومًا أثناء فترات ارتفاع سطح البحر، عندما كان الغطاء الجليدي عند أدنى مستوى له، وكان من الممكن رؤية الرواسب الرملية والحصوية في العديد من المنحدرات المنخفضة. إن الطوب الرسوبي أساسًا عبارة عن غبار قذفته الرياح وترسب في ظل ظروف شديدة البرودة والجفاف ولكن ترسب الكثير منه مرة أخرى بفعل مياه الفيضانات المختلطة بـ الصوان.
تم تسجيل الرواسب السطحية أساسًا فقط على الشواطئ وحول السواحل حيث تترسب بفعل العديد من الآليات الطبيعية مثل حركة الجليد والمياه والرياح. ولكن في فترة قريبة نسبيًا تم رصد رواسب بعيدة عن الشواطئ وقد تكون رواسب منفصلة في قاع البحر.
إن معظم تلك الرواسب السطحية عبارة عن رواسب غير متداخلة مثل الحصى والرمال والطمي والصلصال وتكون تلك الرواسب على الشواطئ رقعًا رقيقة نسبيًا وعادة ما تكون متقطعة. ولقد كان فيما مضى يتم تصنيف جميع تلك الرواسب تقريبًا على أساس طريقة تشكلها وكانت تستخدم أسماء مثل «رواسب جليدية» أو «رواسب المصاطب النهرية» أو «الرمال الذارية»؛ أو على أساس تركيبتها مثل «الخث».

### الطوب الرسوبي
إن الطوب الرسوبي أساسًا عبارة عن تراب الراسب الطفلي الذي قذفته الرياح وترسب في ظل ظروف شديدة البرودة والجفاف ويمكن استخدامه في صناعة الطوب المستخدم في بناء المنازل. ويتم تمثيل الطوب الرسومي بصورة طبيعية على أساس 1:50,000 في الخرائط الجيولوجية للأرض اليابسة والمنجرفة. في منطقة وادي نهر التايمز حيث يعلو الطوب الرسوبي حصى مصاطب نهرية معينة، تمت إعادة تصنيف ذلك في الخرائط الحديثة نسبيًا باعتبارها «مركب طمي لانغلي».
إنها عبارة عن رسوب سطحية من تربة طفالية أو طمي عديم البنية متجانس. وتحتاج تلك الرسوب إلى مزجها بالقليل من المواد الأخرى لجعلها مناسبة لصناعة «الطوب اليدوي» وقد لا تحتاج إلى إضافتهاإلى أية مواد أخرى. ويوجد الطوب الرسوبي عادة على امتدادات متقطعة يتراوح سمكها ما بين مترين إلى 4 أمتار، وتعلو الطباشير أو طبقات ثانيت أو طمي لندن. وهناك رواسب طوب رسوبي ممتدة في كنت، لاسيما في المنحدرات المائلة في منخفضات نورث في شبه جزيرة هوو، في أجزاء أودية ميدواي وستور. كما أن المحتوى المعدني للطوب الرسوبي مهم في صناعة الطوب وهناك نسب دقيقة من الطباشير والطمي والحديد.
في عام 1986 كان هناك أربع مصانع عاملة في صناعة الطوب في كينت، في أوترهام كواي وفونتون وميرستون وأوسبرينج.
يكون الطوب الرسوبي في شيشستير عبارة عن طمي طيني بني اللون شديد الصلابة ويبلغ سمكه ما يصل إلى خمسة أمتار، ويوجد هذا الطوب في السهول الساحلية. فالطوب الرسوبي لا يشتمل على أحافير متحجرة ولكن ينتج أحيانًا أدوات من الجرانيت من صنع الإنسان.

## معلومات إضافية
تشتمل قاعدة البيانات الجيولوجية السويدية للعصر الرباعي على معلومات حول خصائص الرواسب السطحية. ويمكن أن تستخدم تلك المعلومات، لا سيما بمقياس رسم 1:50.000, في عدد من الأهداف المختلفة في الزراعة وعلم الغابات، ومن تلك الأهداف الحد من التصحر وتقييم ظروف النمو وقياس المخاطر في إطار تصفية المغذيات والتخلص من المواد السامة وتخطيط إعداد الموقع وإنشاء الطرق وعمليات التعبئة والاستخراج وتقييم إمكانية النفاد وما إلى ذلك.